# 明德爾海默山

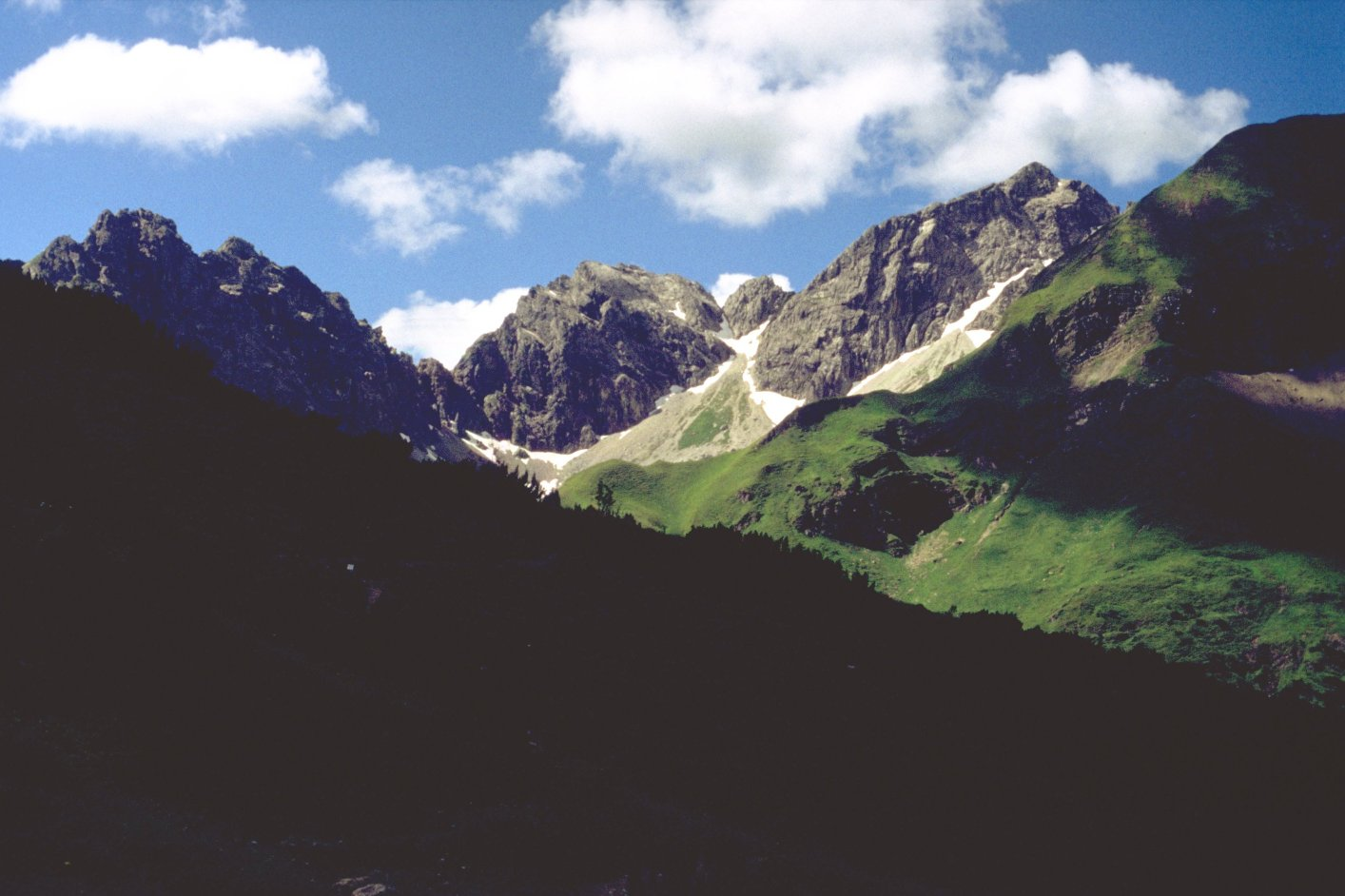

47°17′42″N 10°11′32″E / 47.294949°N 10.192223°E
明德爾海默山（德語：Mindelheimer Köpfl），是中歐的山峰，位於奧地利和德國接壤的邊境，屬於阿爾高阿爾卑斯山脈的一部分，海拔高度2,180米，每年平均降雨量1,730毫米。